# Сатавастр
Сатавастр — индо-парфянский царь, правивший в I веке.

## Биография
Монеты с именем Сатавастра были отчеканены в Синде, где он, по всей видимости, правил. На одной стороне изображён сам Сатавастр в тиаре, а на другой — богиня Ника.
Известны монеты Сатавастра с надчеканом правителя Западных Кшатрапов Нахапаны, равно как и обратные примеры. На основании полученных данных специалисты пришли к выводу, что эти правители властвовали в один временной период, который может быть отнесён к третьей четверти I века. Приблизительно в это время Индо-парфянское царство было завоевано кушанским правителем Кадфизом I.